# 圣内克泰尔
圣内克泰尔（法語：Saint-Nectaire，法語發音：[sɛ̃ nɛktɛʁ]）是法国多姆山省的一个市镇，位于该省中南部，属于伊苏瓦尔区。圣内克泰尔因出产奶酪而闻名。

## 地理
圣内克泰尔（45°35'17"N, 2°59'34"E）面积33.26 平方千米，位于法国奥弗涅-罗讷-阿尔卑斯大区多姆山省，该省份为法国中南部省份，北起阿列省接壤，东临卢瓦尔省，南至上盧瓦爾省和康塔爾省，西接科雷兹省和克勒兹省。
与圣内克泰尔接壤的市镇（或旧市镇、城区）包括：艾达、库尔诺勒、格朗代罗勒、蒙泰居勒布朗、米罗勒、奥卢瓦、圣迪耶里、圣维克托-拉里维耶尔、勒韦尔内-圣玛格丽特、韦里耶尔。

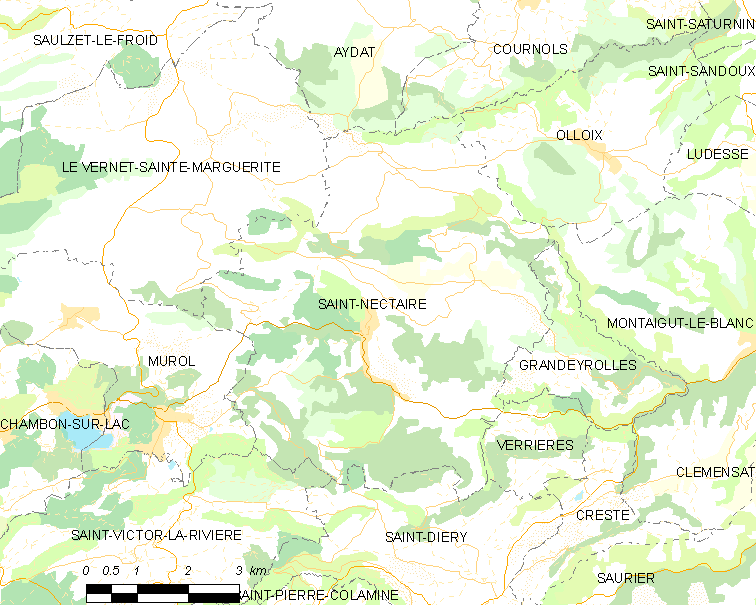
圣内克泰尔的OSM定位图

圣内克泰尔的时区为UTC+01:00、UTC+02:00（夏令时）。

## 行政
圣内克泰尔的邮政编码为63710，INSEE市镇编码为63380。

## 政治
圣内克泰尔所属的省级选区为勒桑西县。

## 人口

1962-2008年间圣内克泰尔人口变化图示

圣内克泰尔于2022年1月1日时的人口数量为796人。